# Maria Teresa Agnesi Pinottini

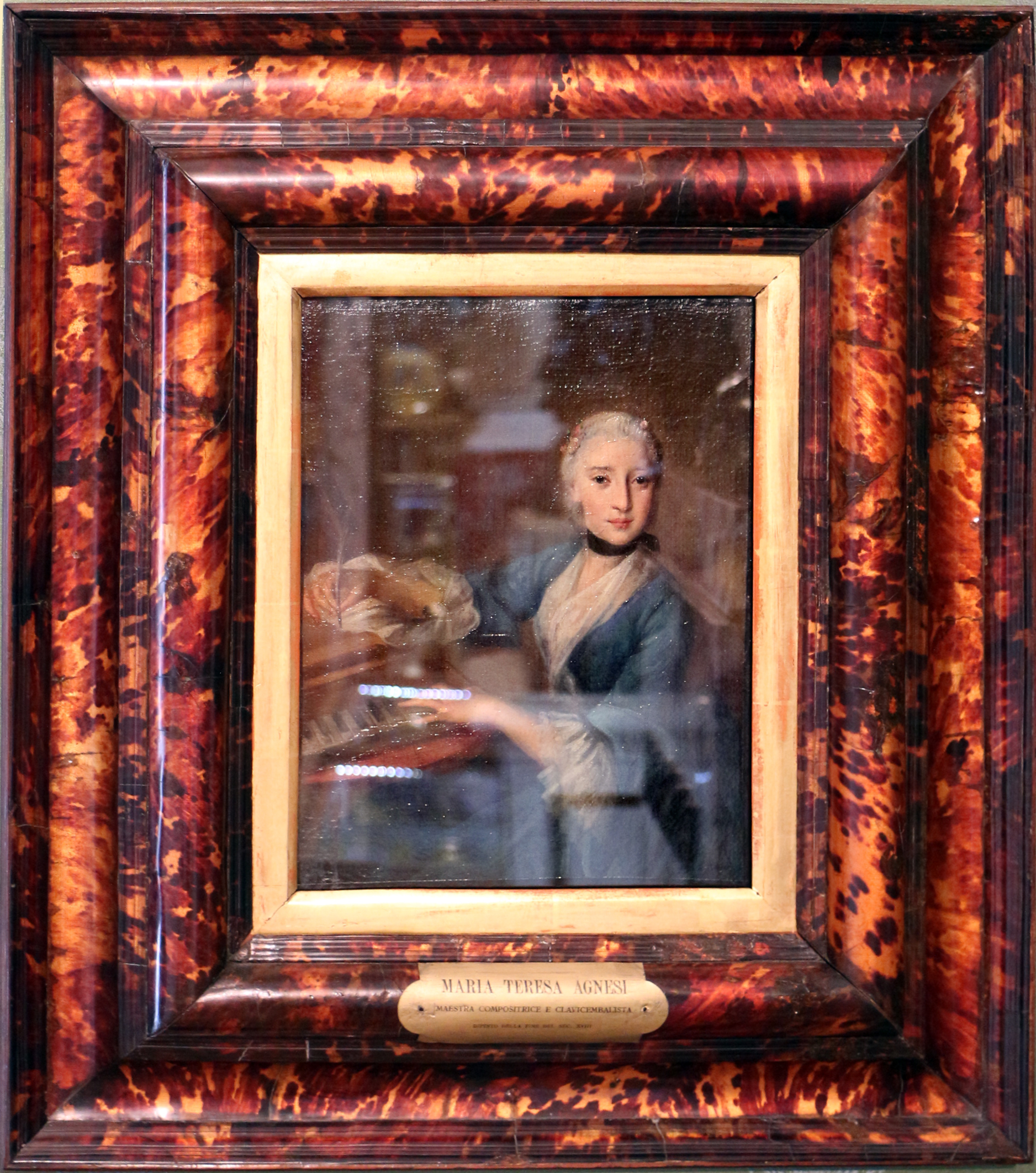
Maria Teresa Agnesi Pinottini

Maria Teresa Agnesi (Milaan, 17 oktober 1720 - Milaan, 19 januari 1795) was een Italiaans componiste. Hoewel ze vooral bekend was om haar composities, was ze ook actief als klavecimbelspeelster en zangeres. Het merendeel van haar overgebleven composities zijn vocale werken, werken voor klavecimbel, of werken die beide combineerden.

## Leven
Maria Teresa Agnesi werd geboren in Milaan als dochter van Pietro Agnesi, een rijke zijdehandelaar. Hij zorgde voor een goede opleiding voor zowel Maria Teresa als haar oudere zus, Maria Gaetana Agnesi, een wonderkind op het gebied van wiskunde en taal. Samen reisden de zusters door heel Europa: Maria Gaetana gaf lezingen, terwijl Maria Teresa muziek ten gehore bracht. Op 13 juni 1752 trouwde Maria Teresa met Pier Antonio Pinottini. Ze woonden in een buurt met voornamelijk intellectuelen en kunstenaars, maar gingen ten onder aan financiële problemen. Kort daarna stierf Pinottini.
Maria Teresa stierf te Milaan in 1795.

## Carrière
Er is niet zoveel bekend over Agnesi. We weten niets over haar opleiding en leerkrachten. Haar composities zijn grotendeels ongedateerd. Bovendien is het merendeel van haar werk verloren gegaan, al kennen we wel verwijzingen naar hun bestaan. Ze gaf verschillende beroemde optredens. De bekendste vond plaats op 16 juni 1739, toen de bekende Franse reiziger Charles de Brosses diep onder de indruk was geraakt van haar werk. Hij was niet de enige: er zijn verscheidene brieven bekend van de hand van graaf Gerolamo Riccati waarin hij Agnesi's muzikaal talent prijst. Een andere bekende uitvoering van haar, was haar theaterdebuut in het Teatro Regio Ducal te Milaan, welke plaatsvond in 1747. Ze zong er haar pastorale cantate Il Ristoro d'Arcadia. Dit werk was opgedragen aan verscheidene heersers van Saksen en Oostenrijk.
Agnesi werd gesteund door Maria Theresia van Oostenrijk en door hertogin Maria Antonia Walpurgis, een tijdgenote die ook componeerde. Maria Theresia zou gezongen hebben tijdens een optreden van Agnesi's werk in 1747.

## Muziek
Vandaag wordt Agnesi's muziek maar zelden uitgevoerd. Haar klavecimbelmuziek is technisch uitdagend. Haar vroege werken zijn relatief eenvoudig. Haar oeuvre wordt virtuozer, complexer en melodramatischer doorheen haar leven.

## Oeuvre
Opera's
- II Restauro di Arcadia (cantate pastorale, G. Riviera), Milaan, Teatro Regio Ducal, 1747 (verloren)
- La Sofonisba (dramma eroico, 3, G.F. Zanetti)
- Ciro in Armenia (dramma serio, 3, ? Agnesi), Milaan, Teatro Regio Ducal, 26 december 1753, Act 3 fragmenten
- Il re pastore (dramma serio, 3, P. Metastasio), ?1755
- La Insubria Consolata (Componimento drammatico, 2), Milan, 1766-Nitocri (dramma serio, 3, A. Zeno), Act 2 fragmenten
- Ulisse in Campania (serenata, 2)

Clavecimbel, klein ensemble, vocale muziek
- 12 arias
- Aria en Murki: Still, stille Mann!,
- 4 concerto's. (F, F, F, D)
- Sonata, G
- Sonata, F
- Allegro ou Presto
- Allemande militare & Menuetto grazioso, ed. F. Brodszky, -Thesaurus Musicus, xvii (1962)

## Discografie
- Hofkomponistinnen in Europa: Aus Boudoir und Gärten, Vol. 2
- Sonata for Harpsichord in G Major
- CD “Note Femminill”-Concerto